# Ilesa
Ilesa (ioruba: Iléṣà, a vegades escrit Ilesha) és una ciutat de l'estat d'Osun a Nigèria, capital del regne tradicional d'Ijesa (a vegades Ijesha). Ijesa de fet seria un gentilici d'Ilesa. La població actual (cens del 2006) és de 305.480 habitants.
Owa Obokun Adimula Owaluse va fundar al segle xv Ilesa, com a capital reial del regne d'Ijesa. Les tradicions d'Ilesa sostenen que el lloc d'Ilesa ja estava ocupat per assentaments dispersos d'una població aborigen; l'assentament més important és identificat amb l'Okesa d'avui dia, el barri format per un llarg carrer que va d'oest a est al llarg de la columna vertebral d'Ilesa. Una tradició del país diu que el seu avantpassat directe va ser Owa Ajibogun, owa (rei) que era un dels 16 fills de la deïtat Oduduwa i que la seva ciutat-capital actual d'Ilesa (o Ilesha) va ser "fundada vers el 1350 per Owaluse, un net d'Ajibogun Ajaka (Guerrer Arreu) Owa Obokun Onida Arara, el fill més reeixit d'Oduduwa, el progenitor de la branca ioruba del sud-oest de la moderna Nigèria i de la República de Benín.
Ilesha moderna és un important punt de recollida per a l'exportació de cacau i un centre cultural tradicional de la branca Ilesha (Ijesha) dels ioruba. Oli de palma i grans, nyam, iuca, blat de moro (blat de moro), carabasses, cotó, nous de cola i altres es recullen per al mercat local. Les indústries locals fabriquen claus i catifes, i la ciutat té una fàbrica de cervesa; també hi ha una companyia d'enregistrament i una editorial, i la indústria petroliera és important a Ilesha. Diversos prominents crestes de quarsita es troben a l'est de Ilesha, i l'extracció d'or és una activitat destacada a la zona, en concret al camp d'or d'Iperindo. La ciutat és un gran assentament amb un nucli que és el centre d'un regne i la residència principal d'una població majoritàriament agrícola. Fins i tot quan estava en gran part abandonada a causa de la guerra, el 1886, la població de Ilesha s'estimava entre 20.000 i 25.000 i una xifra de fins a 40.000 poden ser apropiats pel nivell del seu creixement abans del saqueig de 1870. Encara que no era tan gran com les ciutats més grans d'Oyo del segle xix, la seva considerable grandària no es va deure, com era habitual a la seva era, a la immigració massiva de refugiats sota l'impacte de les guerres. El reconeixement de la necessitat que Ilesa es tornés a aixecar pels seus propis mitjans, va portar a la creació de la Societat de Millores d'Ijesa, el primer grup sociocultural modern d'Ijesa, el 1922. El seu desenvolupament accelerat es va produir després de la independència de Nigèria.